# Anna Comet
Pour les articles homonymes, voir Comet.
Anna Comet i Pascua, née le 20 février 1983 à Vic, est une traileuse et skieuse alpiniste espagnole. Elle a remporté deux titres de championne d'Espagne dans ces deux disciplines et a notamment remporté le marathon des Sables en 2022.

## Biographie
Anna fait ses débuts en compétition en ski alpin. À 13 ans, elle rejoint la sélection nationale et décroche les titres de championne d'Espagne junior de géant en 2000 et de slalom en 2001. Elle est victime d'une lourde chute à 18 ans et est opérée des deux genoux. Elle cesse toute compétition durant quatre ans. Lors de sa rééducation, elle doit pratiquer la course à pied. Enthousiasmée par cette expérience, elle s'essaie à la compétition de duathlon cross mais abandonne ce sport pour se concentrer sur la course à pied, n'étant pas suffisamment compétitive à vélo,.
Le 17 juin 2012, elle remporte son premier grand succès en dominant le Marató de Muntanya de Berga du début à la fin.
En 2014, elle démontre une bonne polyvalence en s'illustrant également lors d'épreuves de ski-alpinisme. Le 9 février, elle s'élance au départ des premiers championnats d'Espagne de sprint à Port Ainé. Elle fait parler sa vitesse et s'impose avec 24 secondes d'avance sur Claudia Galicia Cotrina. Dix semaines plus tard, elle fait équipe avec cette dernière pour participer à l'épreuve longue distance La Molina-Vallter Skimarathon. Le duo s'impose au terme d'un duel serré avec Marta Riba et Marta García avec sept minutes à l'avantage des premières. Elle fait ses débuts sur la scène internationale du skyrunning en prenant part à la Skyrunner World Series. En fin de saison, elle découvre les épreuves de trail par étapes en prenant part à l'Everest Trail Race. Elle s'y impose en remportant toutes les étapes.
L'entraînement pour le ski-alpinisme étant trop contraignant, elle se concentre principalement sur le trail et le skyrunning. En 2015, elle se concentre sur les épreuves Ultra de la Skyrunner World Series. Le 9 mai, elle effectue une solide course à la Transvulcania. Prenant un départ prudent, elle rattrape peu à peu ses adversaires pour s'installer confortablement à la deuxième place qu'elle conserve jusqu'à la ligne d'arrivée derrière l'intouchable Emelie Forsberg. Le 26 juin, elle se retrouve à la lutte en tête avec la Népalaise Mira Rai aux 80 km du Mont-Blanc. Elle doit finalement laisser filer cette dernière et termine à nouveau deuxième. Elle conclut sa saison avec une cinquième place à l'Ultra Pirineu et termine à la troisième place du classement Ultra de la Skyrunner World Series.
En 2017, elle est sélectionnée pour les championnats du monde de trail à Badia Prataglia. Elle s'y classe quatorzième et permet à son équipe de remporter la médaille de bronze au classement par équipes.
Elle tombe enceinte en 2018 mais continue à pratiquer la course à pied jusqu'à sa dernière semaine de grossesse. Elle fait sa reprise en compétition sur des distances plus courtes et des trails par étapes car elle n'apprécie pas de courir des ultra-trails.
Le 5 septembre 2021, elle domine le Desafío Urbión qui accueille les championnats d'Espagne de trail RFEA et s'impose avec huit minutes d'avance sur Júlia Font pour remporter le titre.
Le 27 mars 2022, elle s'élance pour la première fois sur le marathon des Sables. Prenant d'emblée les commandes de la course dès la première étape, elle maintient son rythme élevé pour creuser l'écart sur ses rivales et remporte les cinq épreuves pour s'imposer en 24 h 18 min 33 s avec plus d'une heure d'avance sur la Française Sylvaine Cussot qui participe également à son premier marathon des Sables.

## Palmarès en trail
| no  | féminin            | Course                                                  | Longueur | Départ                 | Temps            |
| --- | ------------------ | ------------------------------------------------------- | -------- | ---------------------- | ---------------- |
| 21e | Médaille d'or      | Marató de Muntanya de Berga                             | 43 km    | 17 juin 2012           | 5 h 26 min 15 s  |
| 32e | Médaille d'or      | Course du Canigou                                       | 34 km    | 4 août 2013            | 3 h 52 min 6 s   |
| 5e  | Médaille d'or      | Everest Trail Race                                      | 151 km   | 13-18 novembre 2014    | 28 h 0 min 17 s  |
| 33e | Médaille d'argent  | Transvulcania                                           | 73 km    | 9 mai 2015             | 9 h 2 min 57 s   |
| 18e | Médaille d'argent  | 80 km du Mont-Blanc                                     | 81 km    | 26 juin 2015           | 12 h 54 min 55 s |
| 42e | 5e                 | Championnats d'Europe de skyrunning - Ultra SkyMarathon | 65 km    | 12 juillet 2015        | 10 h 19 min 91 s |
| 4e  | Médaille d'or      | Everest Trail Race                                      | 160 km   | 12-17 novembre 2015    | 25 h 44 min 30 s |
| 14e | Médaille de bronze | High Trail Vanoise                                      | 67 km    | 10 juillet 2016        | 11 h 9 min 13 s  |
| 38e | Médaille de bronze | Ultra Pirineu                                           | 109 km   | 24 septembre 2016      | 15 h 49 min 46 s |
| 10e | Médaille d'argent  | The Coastal Challenge                                   | 236 km   | 11-18 février 2017     | 27 h 58 min 46 s |
| 31e | Médaille d'argent  | Pierra Menta été                                        | 70 km    | 30 juin-2 juillet 2017 | 10 h 52 min 8 s  |
| 21e | Médaille d'or      | Montserrat SkyRace                                      | 22 km    | 10 février 2019        | 2 h 39 min 46 s  |
| 4e  | Médaille d'or      | MIUT Marathon                                           | 42 km    | 27 avril 2019          | 4 h 28 min 27 s  |
| 9e  | Médaille d'or      | Grossglockner Ultra-Trail - Kalser Tauern Trail         | 48 km    | 27 juillet 2019        | 5 h 28 min 8 s   |
| 5e  | Médaille d'or      | Course du Canigou                                       | 34 km    | 4 août 2019            | 3 h 51 min 42 s  |
| 5e  | Médaille d'or      | TransRockies Run - Solo                                 | 193 km   | 13-18 août 2019        | 18 h 59 min 58 s |
| 5e  | Médaille d'or      | Everest Trail Race                                      | 186 km   | 9-16 novembre 2019     | 26 h 20 min 56 s |
| 18e | Médaille d'argent  | Montserrat SkyRace                                      | 26 km    | 2 février 2020         | 2 h 35 min 36 s  |
| 12e | Médaille d'or      | Transgrancanaria Maratón                                | 42 km    | 7 mars 2020            | 3 h 35 min 26 s  |
| 8e  | Médaille d'argent  | Échappée Belle - Parcours des crêtes                    | 57 km    | 22 août 2020           | 8 h 20 min 53 s  |
| 8e  | Médaille d'argent  | Ultra Trail Cote d'Azur Mercantour - UTCAM 45km         | 45 km    | 5 septembre 2020       | 5 h 40 min 53 s  |
| 11e | Médaille d'or      | Val d'Aran by UTMB - Sky Baqueira Beret                 | 14 km    | 10 juillet 2021        | 1 h 28 min 55 s  |
| 20e | Médaille d'or      | Championnats d'Espagne de trail RFEA                    | 36 km    | 5 septembre 2021       | 4 h 31 min 29 s  |
| 24e | Médaille de bronze | Transgrancanaria Maratón                                | 43 km    | 5 mars 2022            | 3 h 37 min 56 s  |
| 12e | Médaille d'or      | Marathon des Sables                                     | 250 km   | 27 mars-1er avril 2022 | 24 h 18 min 33 s |
| 34e | 5e                 | Championnats d'Europe de trail                          | 47,39 km | 2 juillet 2022         | 4 h 29 min 17 s  |
| 18e | Médaille d'argent  | Lavaredo 20K                                            | 20 km    | 22 juin 2023           | 1 h 51 min 10 s  |
| 34e | Médaille d'argent  | Val d'Aran by UTMB - PDA                                | 55 km    | 6 juillet 2023         | 6 h 47 min 39 s  |

## Palmarès en ski-alpinisme
- 2010
  -  de la course par équipes aux championnats d'Espagne (avec Tina Bes)

- 2011
  - 2e de l'Altitoy (avec Naila Jornet)

- 2013
  -  de la course par équipes aux championnats d'Espagne

- 2014
  -  du sprint aux championnats d'Espagne
  -  de la course par équipes aux championnats d'Espagne (avec Maria Fargues)
  - 1re de La Molina-Vallter Skimarathon (avec Claudia Galicia)
  - 2e de la Patrouille des glaciers (avec Marta García et Marta Riba)

- 2015
  - 1re de La Molina-Vallter Skimarathon (avec Claudia Galicia)